# Paralimnophila eungella
Paralimnophila eungella là một loài ruồi trong họ Limoniidae. Chúng phân bố ở miền Australasia.